# María Elena Lienqueo
María Elena Lienqueo (Santiago, 28 de enero de 1967) es una académica e ingeniera química mapuche. Es profesora titular y académica del Departamento de Ingeniería Química, Biotecnología y Materiales de la Facultad de Ciencias Físicas y Matemáticas (FCFM) de la Universidad de Chile. Es directora de la Dirección de Diversidad y Género de la misma facultad. Cuenta con el título de investigadora senior del Centro de Biotecnología y Bioingeniería.   

## Biografía
Cursó su enseñanza básica en el Colegio Filipense de Santiago y su enseñanza media en el Liceo N.º 1 Javiera Carrera. Realizó sus estudios superiores en la Universidad de Chile, primero con el pregrado en Ingeniería Química y luego con el doctorado en Ingeniería Química.

## Carrera Profesional
Es profesora titular de la Universidad de Chile, donde se ha desempeñado en la docencia y también en cargos directivos, entre ellos, la dirección del Departamento de Ingeniería Química, Biotecnología y Materiales de la Facultad de Ciencias Físicas y Matemáticas. También ha sido subdirectora de la Escuela de Postgrado y Educación Continua de la facultad.Asimismo, se ha desempeñado como integrante de la Comisión Superior de Calificación de la Universidad de Chile.  

### Investigación y divulgación
Durante su extensa carrera, la académica ha dedicado su investigación a temas como algas, reino fungi y otros organismos, con una predominancia de las especies marinas. Se ha encargado de divulgar la importancia de las macroalgas para los ecosistemas y los beneficios que puede traer al ser humano, al estudiar cuál es la mejor forma para extraer los componentes de valor de esa biomasa.    
En 2018, ante la necesidad de buscar alternativas a combustibles fósiles por su alta contaminación, la académica participó de un estudio con el objetivo de lograr producir bioetanol o bioplásticos, en un proceso de biorefinería a partir de azúcares de algas pardas, en las que se utilizarían enzimas que rompieran completamente el alga.
En 2022, ante la necesidad de mejorar el manejo de desechos por parte del área de la pesca, Lienqueo lideró proyectos relacionados con los desechos de la industria algal. En estos proyectos, se daba un segundo uso a los desechos y transformarlos en un bien de valor para las empresas, los convertían en bioproductos alimenticios de alto valor proteico y que no generen los impactos del sistema alimentario tradicional.
La ingeniera química cuenta con una patente llamada “Método de extracción y purificación de antioxidantes de uso natural, sin utilización de disolventes orgánicos tóxicos", desde 2016.

#### Micoseaweed: un superalimento
Una investigación sobre el aprovechamiento de la biomasa residual de cultivos, bosques y algas realizado por Lienqueo fue la base para el desarrollo del superalimento denominado Micoseaweed, a cargo de la investigadora Catalina Landeta. 

## Activismo
Además de sus trabajos en la comunidad científica, María Elena también ha trabajado por la inclusión de diversidades en áreas STEM. Es directora de la Dirección de Diversidad y Género de la FCFM, organismo que tiene como objetivo aumentar la inclusión y participación activa de las diversidades de pueblos originarios y mujeres en la universidad.

## Distinciones/Premios/Reconocimientos
En 1993 Lienqueo fue galardonada con el Premio Colegio de Ingenieros. Asimismo, obtuvo el Premio Roberto Ovalle Aguirre entregado por el Instituto de Ingenieros de Chile. Este premio anual, distingue a los autores del mejor proyecto o memoria para obtener el título de Ingeniero Civil, que se relacionen con la explotación o instalación de una industria relevante para promover la economía nacional.  
El 2019 se le reconoció en la Universidad de Chile con la Medalla de Profesora Titular, estatus que es considerado el más alto rango académico de esta casa de estudios. 

## Publicaciones científicas destacadas
Esta es una lista de los trabajos científicos más citados de la investigadora; para revisar el listado completo revisa el perfil de la investigadora en Google Scholar.
- Lienqueo, M. Elena; Mahn, Andrea; Salgado, J. Cristian; Asenjo, Juan A. (15 de abril de 2007). «Current insights on protein behaviour in hydrophobic interaction chromatography». Journal of Chromatography B. Analytical Tools for Proteomics 849 (1): 53-68. ISSN 1570-0232. doi:10.1016/j.jchromb.2006.11.019.
- Lienqueo, María Elena; Landeta, Catalina; Medina-Ortiz, David; Escobar, Natalia; Valdez, Iván; González, María Paz; Álvares, Diego; Aldridge, Jacqueline et al. (2024). «Integrative workflows for the characterization of hydrophobin and cerato-platanin in the marine fungus Paradendryphiella salina». Archives of Microbiolog 206 (385).
- Lienqueo, María Elena; Leyton, A; Pezoa, Ricardo; Barriga, A; Mäki-Arvela, P; Mikkola, J P (2016). «Identification and efficient extraction method of phlorotannins from the brown seaweed Macrocystis pyrifera using an orthogonal experimental design». Algal Research 16: 201-208.
- Lienqueo, María Elena; Mahn, Andrea; Asenjo, Juan (2002). «Mathematical correlations for predicting protein retention times in hydrophobic interaction chromatography». Journal of Chromatography A 978 (1-2): 71-79.
- Lienqueo, María Elena; Mahn, Andrea; Asenjo, Juan (2004). «Effect of surface hydrophobicity distribution on retention of ribonucleases in hydrophobic interaction chromatography». Journal of Chromatography A 1043 (1): 47-55.